# Suzanne Bauman
Suzanne E. Bauman (* 27. Juni 1945 auf Long Island; † 2. Januar 2022 in Wrightwood, Kalifornien) war eine US-amerikanische Filmregisseurin, Filmproduzentin, Drehbuchautorin und Filmeditorin.

## Leben
Suzanne Bauman war das einzige Kind ihrer Eltern, welche während ihrer Kindheit oft umzogen, so dass sie sechs verschiedene Schulen besuchte. Schließlich absolvierte sie ein Kunst- und Literatur-Studium am Vassar College, das sie mit dem Bachelor abschloss. Beeinflusst von Federico Fellinis Filmdrama Achteinhalb (1963) beschloss sie, Filmemacherin zu werden und setzte ihre Studien am New York University Institute of Film and TV fort.
Während Baumans Studienzeit entstanden erste Kurzfilme wie Button, Button (1969), in dem sie die Stop-Motion-Technik anwandte, und Mark Fines The Father (mit Burgess Meredith), an dem sie als Produzentin und Filmeditorin beteiligt war. 1970 schloss sie das Studium mit dem Master of Fine Arts ab. Sie produzierte mehrere Bildungsfilme für ACI, arbeitete zusammen mit Gene Searchinger bei Equinox Films und gründete mit 26 Jahren in New York ihr erstes Filmproduktionsunternehmen, Suzanne Bauman Productions. Dort erschien unter anderem ihr autobiografischer Kurzfilm The Cabinet (1972), in dem sie neben anderen Erinnerungsstücken ihre alten Puppen in einem Schrank findet, die dann in Animationen die Rollen der Mitglieder ihrer Herkunftsfamilie übernehmen.
Später heiratete Bauman den Filmschaffenden Jim Burroughs, mit dem zusammen sie das Unternehmen Seven League Productions führte. Zu ihren gemeinsamen Produktionen gehört Against Wind and Tide: A Cuban Odyssey (1981), eine Dokumentation über die Mariel-Bootskrise, die von PBS ausgestrahlt wurde und auf verschiedenen Filmfestivals lief. Für diesen Film wurde Bauman zusammen mit Burroughs und Paul Neshamkin bei der Oscarverleihung 1982 in der Kategorie Bester Dokumentarfilm nominiert. Weitere Kooperationen der Eheleute folgten wie The Eighteenth Century Woman (1982) und Cuba in the Shadow of Doubt (1986). Gemeinsam mit der Historikerin Rita Heller drehte Bauman die Dokumentation The Women of Summer (1985) über eine historische Sommerakademie für arbeitende Frauen (Bryn Mawr Summer School for Women Workers in Industry), wofür sie mit einem CINE Golden Eagle in der Kategorie Geschichte ausgezeichnet wurden. In den 1990ern war Bauman drei Jahre für die TV-Doku-Serie Jack Hanna’s Animal Adventures verantwortlich und schuf unter anderem die zweistündige PBS-Biografie Jackie: Behind the Myth (1999) über Jacqueline Kennedy Onassis.
Eine erneute Zusammenarbeit von Bauman und Burroughs war der Film Shadow of Afghanistan, welcher 2006 auf dem Tribeca Film Festival seine Premiere feierte. Auch auf dem International Documentary Film Festival Amsterdam wurde diese abendfüllende Dokumentation über die Geschichte Afghanistans gezeigt. 2007 war Bauman Supervising Producer und Regisseurin der insgesamt dreistündigen PBS-Doku-Mini-Serie The Writing Code, welche die Geschichte des Schreibens zum Thema hat. In Water Wars (2009) greift sie weltweite Probleme um die Ressource Wasser auf, wie Überflutungen und Dürren in Bangladesch, Dammbau in Indien und die durch Hurrikan Katrina ausgelöste Naturkatastrophe in den USA. Dieser Film wurde auf dem Universe Multicultural Film Festival als beste Dokumentation ausgezeichnet. Insgesamt war Bauman an mehr als 80 Filmen beteiligt.
Suzanne Bauman lebte unter anderem in Manhattan, Westport, Connecticut, 20 Jahre lang in Topanga, dann Malibu, Woodland Hills und zuletzt in der kalifornischen Kleinstadt Wrightwood. In ihrem dortigen Zuhause starb sie 2022 an den Folgen einer Krebserkrankung. Sie hinterließ ihren Mann, zwei Töchter und drei Söhne.

## Filmografie (Auswahl)
- 1969: Button, Button (Kurzfilm)
- 1969: Für sich allein (The Father, Kurzfilm)
- 1970: Why the Sun and the Moon Live in the Sky (Kurzfilm)
- 1970:	Manhattan Street Band (Dokumentarfilm)
- 1972: The Cabinet (Kurzfilm)
- 1974: The Rehearsal
- 1977:	Spirit Catcher: The Art of Betye Saar (Dokumentarfilm)
- 1979: John F. Kennedy: 1917–1963 (Dokumentar-Kurzfilm)
- 1980: The Artist Was A Woman (Dokumentarfilm)
- 1981: Against Wind and Tide: A Cuban Odyssey (Dokumentarfilm)
- 1982: The Eighteenth Century Woman (TV-Dokumentarfilm)
- 1983: La Belle Epoque (1890–1914) (Dokumentarfilm)
- 1985: The Women of Summer (Dokumentarfilm)
- 1986: Cuba: In the Shadow of Doubt (Dokumentarfilm)
- 1988: Süleyman the Magnificent (Dokumentarfilm)
- 1988: Light of the Gods (Dokumentar-Kurzfilm)
- 1989: Merchants and Masterpieces (Dokumentarfilm)
- 1989: The Vever Affair (TV-Dokumentarfilm)
- 1990: Art of the Western World (TV-Dokumentarserie, 3 Folgen)
- 1990: Frederick Law Olmsted and the Public Park in America (Dokumentarfilm)
- 1994: Jack Hanna’s Animal Adventures (TV-Dokumentarserie, 65 Folgen)
- 1999: Jackie: Behind the Myth (Dokumentarfilm)
- 2001: Science Fiction Fantasies (TV-Kurzfilm)
- 2006: Shadow of Afghanistan (Dokumentarfilm)
- 2007: The Writing Code (TV-Mini-Doku-Serie)
- 2009: Water Wars (Dokumentarfilm)
- 2010: Bed & Blessings (Kurzfilm)